# Die-in

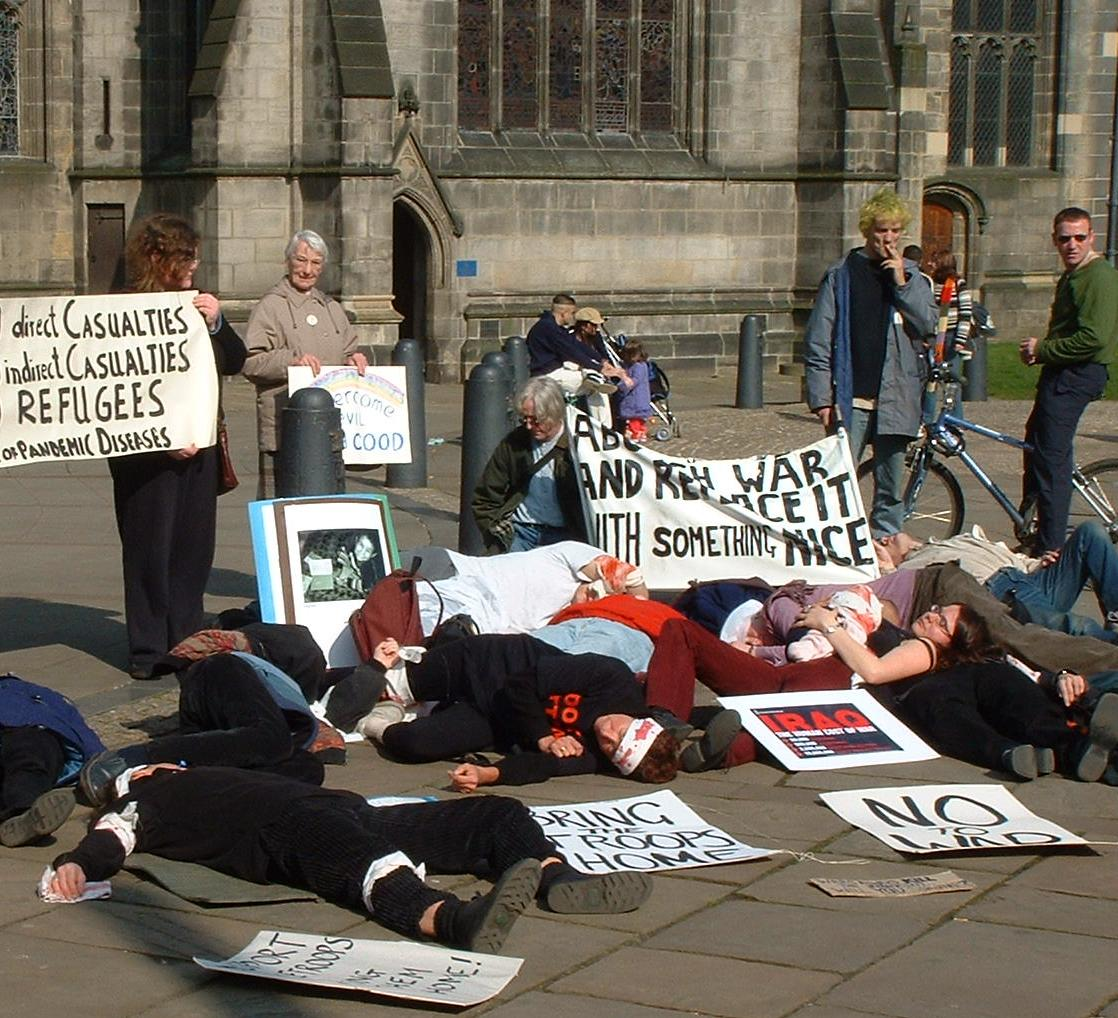
Die-in contre l'invasion de l'Irak en 2003 à Sheffield, Royaume-Uni.

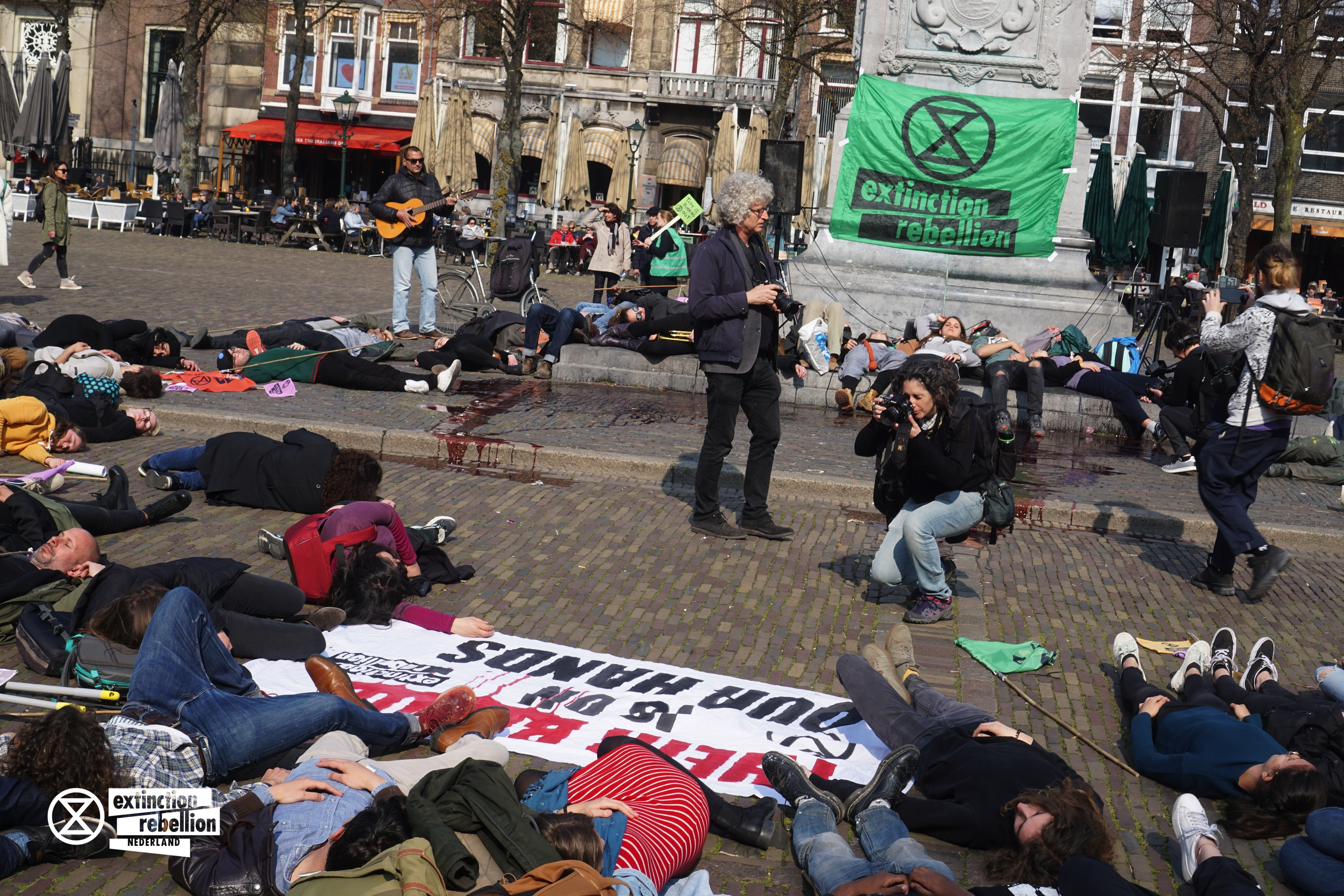
Die-in du mouvement Extinction Rebellion pour la biodiversité et le climat, à La Haye (Pays-Bas, 2019).

Un die-in, parfois appelé « lie-in », est une forme de manifestation dans laquelle les participants simulent la mort. Les die-ins sont des actions utilisées par divers groupes militants, notamment des défenseurs des droits des animaux, des militants contre la guerre, des défenseurs des droits de l'homme, des militants du sida, des militants pour le contrôle des armes à feu et des défenseurs de l'environnement. Souvent, les manifestants occupent une zone pendant une courte période au lieu d’être forcés de partir par la police. 

## Description
Sous sa forme la plus simple, les participants à un die-in s’allongent sur le sol et font semblant d’être morts, se couvrant parfois de pancartes ou de banderoles. Le but d'un die-in est de perturber le flux de personnes dans une rue ou un trottoir pour attirer l'attention des passants. 
Dans des formes plus complexes, on utilise parfois du faux sang ou des bandages tachés de sang, ainsi que des mises en scène d'agonie des manifestants pour tenter de rendre les morts plus réalistes.  Dans d'autres cas, les manifestants ont encerclé les « corps » avec des lignes à la craie, rappelant les lignes tracées autour des victimes de meurtre. L'objectif est de symboliser le fait que l'organisation contre laquelle on proteste a « assassiné » des personnes. Parfois, une partie du groupe de protestation prononce des discours sur ce qui est dénoncé pendant que le reste du groupe est étendu sur le sol. 
Le 15 décembre 2018, plus de 100 membres du groupe local de Cambridge du mouvement social international Extinction Rebellion ont organisé un die-in dans le centre-ville de Cambridge, afin d'appeler les autorités de la ville à déclarer l'état d'urgence climatique. 